# KZ Neuengamme

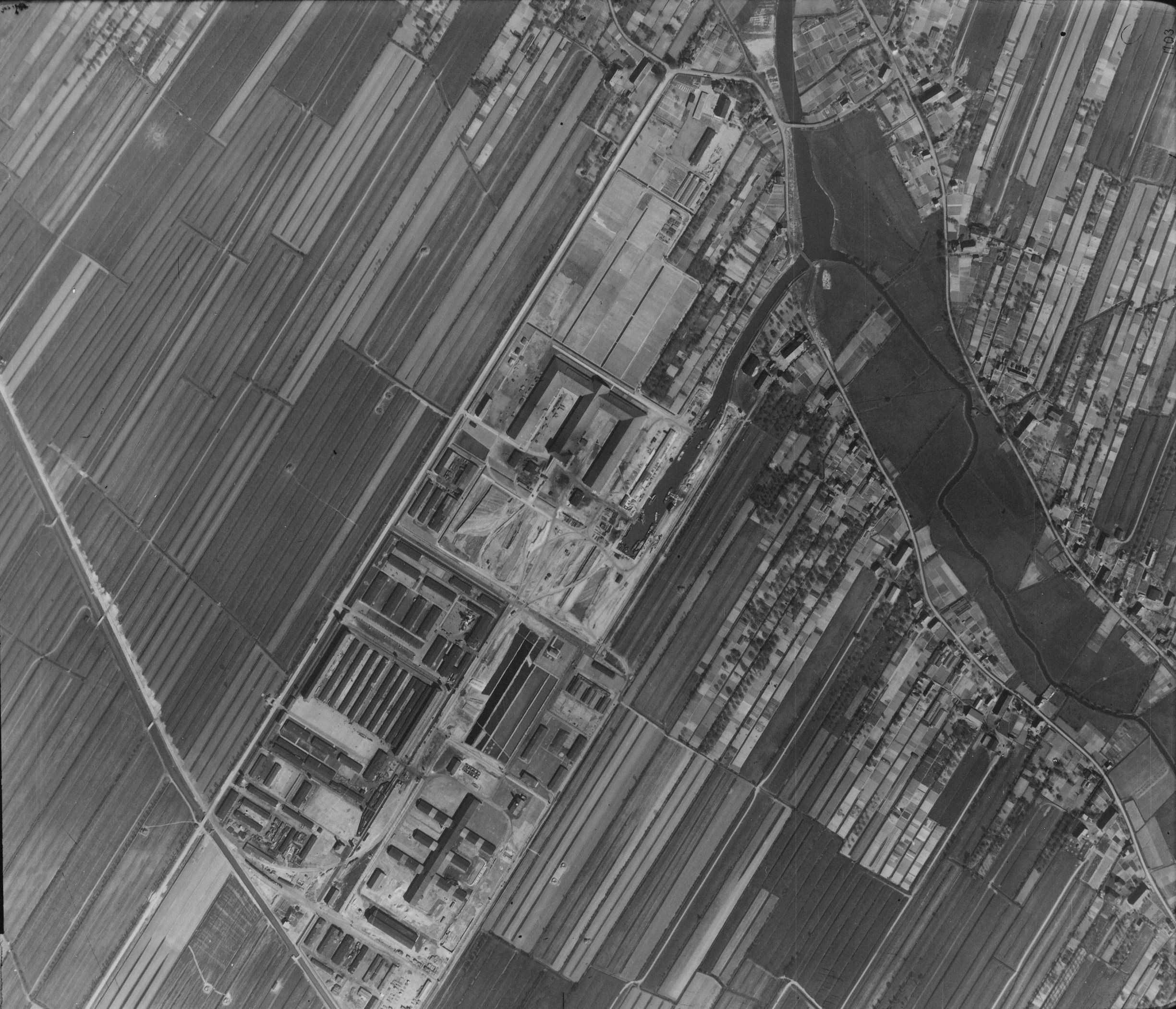
Luftaufnahme der britischen Armee vom 16. April 1945

Das Konzentrationslager (KZ) Neuengamme in Hamburg-Neuengamme war ein nationalsozialistisches deutsches Konzentrationslager. Es wurde 1938 zunächst als Außenlager des KZ Sachsenhausen errichtet und bis 1940 zu einem selbständigen Lager ausgebaut. Das Lager Neuengamme hatte mindestens 86 Außenlager, die sich bis an die dänische Grenze erstreckten. Die Häftlinge mussten Zwangsarbeit für die auf dem Gelände befindliche Ziegelei der Schutzstaffel (SS), in der Rüstungsindustrie und beim Bau militärischer Anlagen (Friesenwall) leisten.
Von den bis 1945 dort inhaftierten ca. 100.000 Häftlingen aus Deutschland (9 % der Häftlinge) und den besetzten Ländern (91 %) starben mindestens 50.000 infolge der unmenschlichen Arbeits- und Lebensbedingungen, durch Morde (so wurden etwa 1942 bei zwei Mordaktionen sowjetische Kriegsgefangene mit dem Gas Zyklon B getötet) und bei der Lagerräumung (Todesmärsche).
Kurz vor Kriegsende begann die SS damit, das KZ Neuengamme aufzulösen und die Häftlinge auf Transporte zu schicken. Unterwegs starben viele der völlig entkräfteten Häftlinge. Am 3. Mai 1945 verloren fast 7000 von ihnen auf der Cap Arcona und der Thielbek ihr Leben bei einer Bombardierung dieser Schiffe. Am 4. Mai 1945 fanden britische Truppen das Konzentrationslager geräumt vor. Auf dem Gelände wurde 1945 unter britischer Militärverwaltung das Internierungslager Neuengamme eingerichtet.

## Geschichte des Konzentrationslagers Neuengamme

### Entstehung des KZ

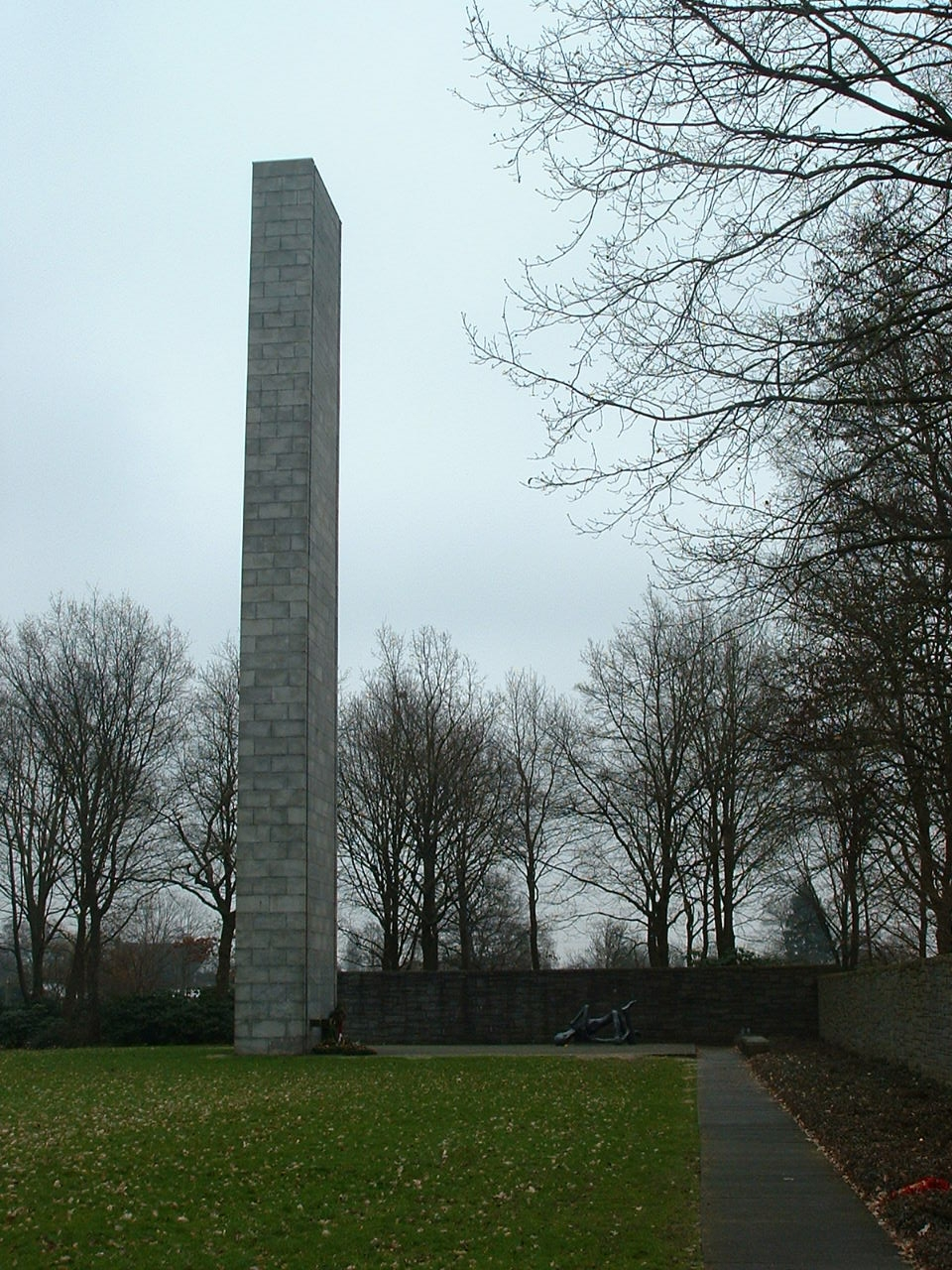
Mahnmal am ehemaligen KZ

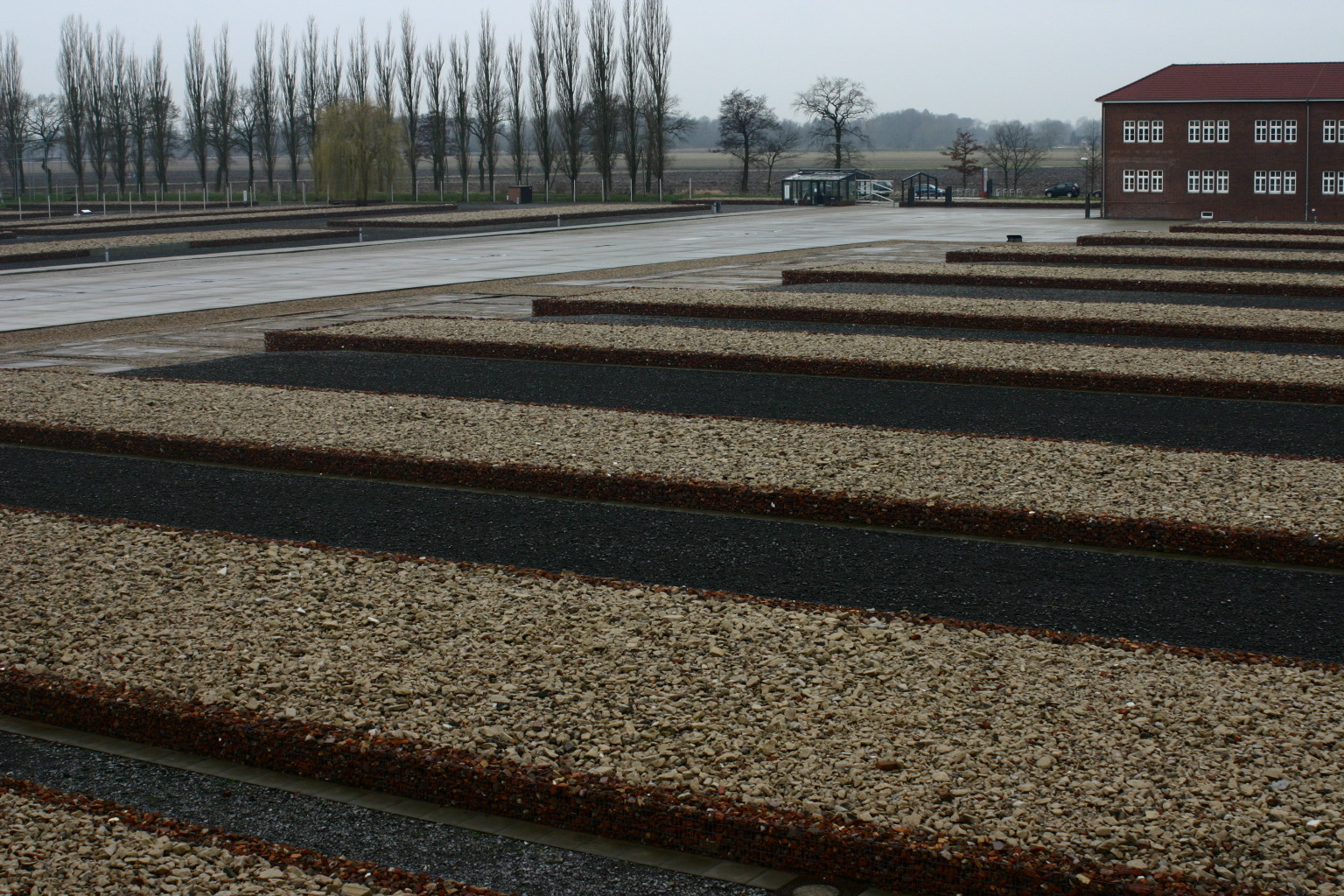
Neugestaltung des ehemaligen Stammlagers

Das SS-Unternehmen Deutsche Erd- und Steinwerke GmbH nahm 1938 Kaufverhandlungen mit der Stadt Hamburg über ein 50 Hektar großes Gelände in Neuengamme auf. Dort befanden sich eine seit Jahren stillgelegte Ziegelei und Flächen, die sich zum Abbau von Ton eigneten. Die Vertragspartner vereinbarten die Errichtung eines von der Stadt finanzierten Konzentrationslagers und die Lieferung von jährlich 20 Millionen Ziegeln für die Neugestaltung des Elbufers. Am 12. Dezember 1938 wurde der Betrieb der Ziegelei mit 100 Häftlingen des Konzentrationslagers Sachsenhausen aufgenommen. Sie wurden von 40 SS-Männern aus dem KZ Buchenwald bewacht.
Einige Monate nach Kriegsbeginn begann der Ausbau des KZ Neuengamme zu einem eigenständigen Konzentrationslager.
Nach der Besichtigung durch Heinrich Himmler im Januar 1940 wurde die Produktion von Ziegeln für die Führerbauten am Elbufer als die wichtigste Aufgabe des Lagers festgelegt. Dafür sollten eine größere Ziegelei auf dem Gelände, ein Bahnanschluss, ein Stichkanal zur Doven Elbe, ein neues Hafenbecken gebaut und die Dove Elbe flussabwärts verbreitert werden.
Ab dem Frühjahr 1940 war das KZ Neuengamme ein selbständiges Konzentrationslager. Die Häftlinge mussten, von der SS angetrieben, ein neues Lager bauen. Ende des Jahres arbeiteten bereits 2900 Häftlinge am Bau des Konzentrationslagers. Daneben wurden ebenfalls Häftlinge in die Arbeitskommandos „Dove Elbe“ und „Klinkerwerk“ eingeteilt. Die ersten Tongruben wurden aufgedeckt.
Bis zum Ende des Jahres wurden bereits 430 tote Häftlinge verzeichnet.

### 1941
Durch neu eingewiesene Häftlinge hatten die Insassen des Lagers einen guten Überblick über die aktuellen Kriegsgeschehnisse. Der scheinbar unaufhaltsame Vormarsch der Wehrmacht an allen Fronten und die schlechten Arbeits- und Lebensbedingungen zermürbte die Häftlinge zunehmend. 1941 musste in allen Kommandos zwölf Stunden gearbeitet werden, das Strafmaß wurde heraufgesetzt.
Die ersten polnischen Häftlinge wurden zur Arbeit im Lagerbüro eingeteilt. Im April wurden 1002 Häftlinge aus dem KZ Auschwitz nach Neuengamme überstellt. Am 24. September kamen die ersten Belgier (280 Mann aus dem Fort Huy) und am 19. Dezember die ersten Holländer (270 Mann aus dem KZ Amersfoort), Kommunisten, sowie Mitglieder anderer linksgerichteter Parteien in Neuengamme an. Die Neuankömmlinge konnten den Lebensbedingungen im KZ kaum körperlichen Widerstand entgegensetzen, so dass viele von ihnen bereits nach wenigen Monaten an Entkräftung starben. Wenige wurden zu leichteren Arbeiten herangezogen und konnten im Baubüro oder im Häftlingsrevier als Sanitäter ihr Leben fristen.
Im Sommer wurde ein Häftlingsorchester eingerichtet, das aus 20 Personen bestand.
Im August wurden 43 sowjetische Offiziere in der Nacht ihrer Ankunft an der Kläranlage erschossen. Sie waren aus einem Kriegsgefangenenlager in der Lüneburger Heide nach Neuengamme überstellt worden. Entgegen den Bestimmungen der Haager Konvention wurden im Oktober fast 1000 sowjetische Kriegsgefangene in das KZ Neuengamme gebracht. Sie wurden in einer separaten und überfüllten Baracke isoliert. Diese Kriegsgefangenen wurden hauptsächlich durch Verhungern ermordet.
Im November und Dezember kamen erneut Transporte belgischer und holländischer Häftlinge in das KZ. Das Krankenrevier war wie das ganze Lager überlastet, in der Folge breitete sich eine Fleckfieberepidemie aus. Im Verlauf des Jahres 1941 wurden 434 tote Häftlinge verzeichnet.

### 1942
Infolge der 1941 ausgebrochenen Epidemie wurde das gesamte Lager unter Quarantäne gestellt. In den ersten sechs Wochen wurden durch die Lagerverwaltung keine nennenswerten Schritte zur Überwindung der Epidemie unternommen. Später wurden der Duschraum und die Entlausungsanstalt fertiggestellt. Nachdem die Häftlinge die Baracken mit Papier abgedichtet hatten, wurden die Räume mit Zyklon B begast.
Erst mit der Inbetriebnahme der Dusch- und Entlausungsanlagen Ende März 1942 konnte die Epidemie, an der etwa 1000 Häftlinge starben, eingedämmt werden.
Zwischen 1941 und Anfang 1942 begannen erste Tötungen nicht arbeitsfähiger Häftlinge durch Phenolspritzen. Diese Methode wurde zuerst durch Rottenführer Bahr und SS-Unterscharführer Breuning im sowjetischen Kriegsgefangenenlager angewandt. Der SS-Arzt Nommensen selektierte alle nicht mehr für das KZ Dachau benötigten Häftlinge aus. Unter dem Vorwand, eine Röntgenuntersuchung durchzuführen, wurden die Häftlinge ins Krankenrevier bestellt und getötet.
Ab April 1942 wurden 500 Neuengammer Häftlinge zum Aufbau des KZ Arbeitsdorf überstellt, der Lagerkommandant Martin Gottfried Weiß führte die Konzentrationslager Neuengamme und Arbeitsdorf zunächst in Personalunion.
Ab dem 3. Juni 1942 mussten die Häftlinge auf Anweisung von Gerhard Maurer auch am Sonntagvormittag arbeiten, so dass nur der Sonntagnachmittag arbeitsfrei war. Um die Arbeitsproduktivität zu erhöhen, ordnete das SS-Wirtschafts- und Verwaltungshauptamt (SS-WVHA) an, die Sterblichkeit in den Lagern deutlich zu senken. Zunächst erhielten alle Häftlinge mehr Nahrung. Ab September entstand neben dem Lager ein ganzer Industriekomplex folgender Unternehmen:
- Jastram, Kriegsmarineausrüstung, vor allem Motoren und Torpedos
- Messap, Produktion von Zeitzündern
- Walther-Werke, Herstellung automatischer Gewehre

Ende Juni 1942 wurden die 348 Überlebenden der 1000 sowjetischen Kriegsgefangenen in das KZ Sachsenhausen überstellt. Von Juni bis September 1942 wurden 700 arbeitsunfähige Häftlinge in das KZ Dachau überstellt. In der zweiten Jahreshälfte wurden 6800 Häftlinge aus Konzentrationslagern und der Gestapo nach Neuengamme eingeliefert. Im Herbst 1942 wurden die jüdischen Häftlinge in das KZ Auschwitz überstellt.
Am 1. September löste Max Pauly, ein Kaufmann, den Lagerkommandanten Martin Gottfried Weiß, der ins KZ Dachau abkommandiert wurde, ab. Mit diesem Wechsel war ein Funktionswechsel des KZ Neuengamme verbunden. In dem neben dem Lager entstehenden Industriekomplex wurde die Produktion des Selbstladegewehrs G 43, die erst 1944 in vollem Umfang begonnen werden konnte, vorbereitet. Dies umfasste die Produktionsvorbereitung zum Bau der Pistole P 38, mit dem bereits im Frühjahr 1943 begonnen werden konnte. Im Barackenkomplex erfolgte durch die SS-eigenen „Deutschen Ausrüstungswerke“ die Herstellung von Ausrüstungsgegenständen wie beispielsweise Tarnnetze und Patronenkästen. Im Bestreben, Rüstungsgüter von Häftlingen herstellen zu lassen, kam es zu gewissen Lockerungen der Verhältnisse, was sich durch die verschlechterten Ernährungsverhältnisse jedoch nicht positiv auswirkte.
Im Oktober 1942 wurde der Arrestbunker zu einer provisorischen Gaskammer umgerüstet; dafür wurden die Fenster mit Stahlblenden versehen, im Dach sechs Einwurfrohre eingelassen und ein Ventilator installiert. Kurz darauf wurden 197 sowjetische Kriegsgefangene – teils Schwerversehrte – mit Zyklon B ermordet. Vier Wochen später wurden weitere 251 versehrte Kriegsgefangene vergast.
Mit weiteren Häftlingstransporten wurde die Zahl der Insassen gegen Ende 1942 auf 10.000 gesteigert. Im Verlauf des Jahres 1942 wurden 3140 tote Häftlinge bei etwa 13.400 Einweisungsnummern verzeichnet.

### 1943
Anfang 1943 wurden die Walther-Werke bezugsfertig, und die Fertigung von Pistolen und Gewehrteilen begann. Mit der Fertigstellung des Stichkanals zur Versorgung des Klinkerwerks und der Schaffung eines Verladebahnhofs mit Eisenbahnanschluss im Lager wurde die für den Betrieb erforderliche Verkehrsanbindung verbessert. Immer mehr KZ-Häftlinge wurden für Zwangsarbeit außerhalb des Lagers eingesetzt. Untergebracht wurden sie hierbei zunehmend in extra dafür eingerichteten Außenlagern, etwa bei den Bauarbeiten am U-Boot-Bunker Valentin. Im Juli 1943 wurden Häftlinge erstmals zur Trümmerbeseitigung eingesetzt.
Im Verlauf des Jahres 1943 wurden etwa 11.300 Häftlinge aus Konzentrationslagern und von der Gestapo nach Neuengamme eingeliefert. Es waren etwa 25.700 Einweisungsnummern verzeichnet. Im August 1943 unterstanden etwa 9500 Häftlinge der Lagerverwaltung, davon etwa 2700 in Außenlagern. Gegen Ende des Jahres 1943 stellte der Lagerarzt 3991 Tote fest.

### 1944
Die militärischen Niederlagen der deutschen Wehrmacht und die damit verbundene Verschlechterung der Versorgungslage der deutschen Bevölkerung führte zu einer wesentlichen Verschlimmerung der Lebensbedingungen im Stammlager und den überfüllten Außenlagern. Im Laufe des Jahres 1944 wurden rund 25.000 Häftlinge aus 28 Nationen in das KZ Neuengamme oder in die Außenlager deportiert. Dazu zählten 589 Männer aus dem niederländischen Putten, die fast alle in Neuengamme zu Tode kamen.
Zwischen Januar und März 1944 wurden etwa 1000 entkräftete Häftlinge in das KZ Majdanek überstellt. Danach wurden etwa 500 entkräftete Häftlinge im Austausch gegen arbeitsfähige Häftlinge in das KZ Bergen-Belsen überstellt.
Während der Invasion in der Normandie kamen Tausende französischer Häftlinge aus dem Konzentrationslager Royallieu bei Compiègne in das KZ Neuengamme. Ende Juni 1944 kamen 1030 Letten in das Lager.
Um der deutschen Rüstungsproduktion und damit den deutschen Truppen zu schaden, kam es vermehrt zu Sabotageakten. Zunehmend mehr Häftlinge sahen eine Überlebenschance in der Flucht. Die eingefangenen Häftlinge wurden in das KZ Neuengamme gebracht und am Abend auf dem Appellplatz erhängt. Die SS erhängte gegen Ende des Jahres 360 durch Gerichte verurteilte Gefangene im Bunker.
Nachdem die Lagerverwaltung zu Pfingsten 1944 ein Lagerbordell eingerichtet hatte, folgte Weihnachten 1944 eine Bibliothek mit etwa 800 Büchern für die Häftlinge. Im August 1944 wurden im Rahmen der Aktion Gitter über 659 Häftlinge nach Neuengamme verbracht, von denen etliche hingerichtet wurden.
Im Verlauf des Jahres 1944 wurden etwa 44.000 Häftlinge aus Konzentrationslagern und von der Gestapo nach Neuengamme und von dort in die Außenlager eingeliefert. Weiterhin wurden 1944, eingeschlossen die Außenlager, etwa 8000 tote Häftlinge bei einem Häftlingsbestand von etwa 48.800 verzeichnet.

### 1945

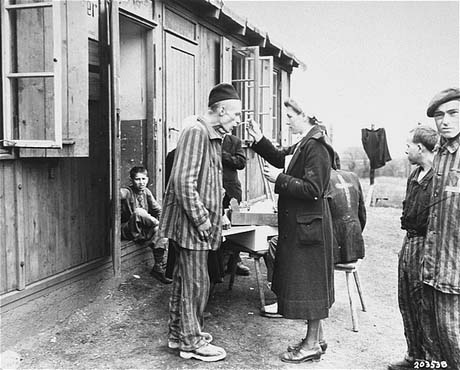
Kranker polnischer Häftling bekommt Medizin von deutscher Angehörigen des Roten Kreuzes im Außenlager Hannover-Ahlem

Anfang des Jahres 1945 waren für das Gesamtlager etwa 49.000 Häftlinge registriert, der Anteil an Frauen betrug dabei etwa 10.000. Alleine das Stammlager war mit 12.000 Häftlingen rund dreifach überbelegt. Betrieben wurde das Gesamtlager Neuengamme von 2211 SS-Angehörigen. Einschließlich der Außenlager wurden von Januar 1945 bis zur Räumung des Lagers mindestens 9000 Tote registriert.
Graf Folke Bernadotte ließ alle skandinavischen Gefangenen in Neuengamme sammeln und ab dem 15. März 1945 mit ihrer Rückführung in die Heimat beginnen. Am 24. März 1945 begann die SS mit der Räumung der Außenlager. Schätzungsweise 20.000 Häftlinge wurden in Auffanglager wie Bergen-Belsen, Stammlager X B in Sandbostel oder Wöbbelin gebracht. Dabei verhungerten viele tausend Häftlinge. Am 8. April 1945 bombardierte das britische Militär einen Häftlingszug, wobei rund 2000 Gefangene ums Leben kamen.
Angehörige der 9. US-Armee befreiten am 14. April 1945 3000 Frauen aus dem Lager Salzwedel. Am 19. April 1945 erließ die Hauptverwaltung die Anordnung zur Räumung des Hauptlagers. Es folgte der Abtransport von 20 jüdischen Kindern zur Ermordung in der Schule Bullenhuser Damm in Hamburg-Rothenburgsort.
Im Zeitraum zwischen dem 20. und 26. April 1945 wurden rund 9000 Häftlinge nach Lübeck und auf die Schiffe Cap Arcona, Thielbek und Elmenhorst verladen. Die Versenkung der Cap Arcona vor Neustadt am 3. Mai 1945 forderte etwa 7100 Todesopfer, darunter 6600 Häftlinge.
Das Konzentrationslager Neuengamme wurde gegen Ende April 1945 von den letzten 600 bis 700 Häftlingen evakuiert, alle Akten wurden vernichtet und das Lager teilweise demontiert und aufgeräumt. Letzte Häftlinge wurden der SS-Sondereinheit Dirlewanger überstellt. Am 2. Mai 1945 fanden britische Truppen das KZ leer vor.
Die letzten Häftlinge konnten am 10. Mai 1945 in Flensburg befreit werden.

## Unterbringung

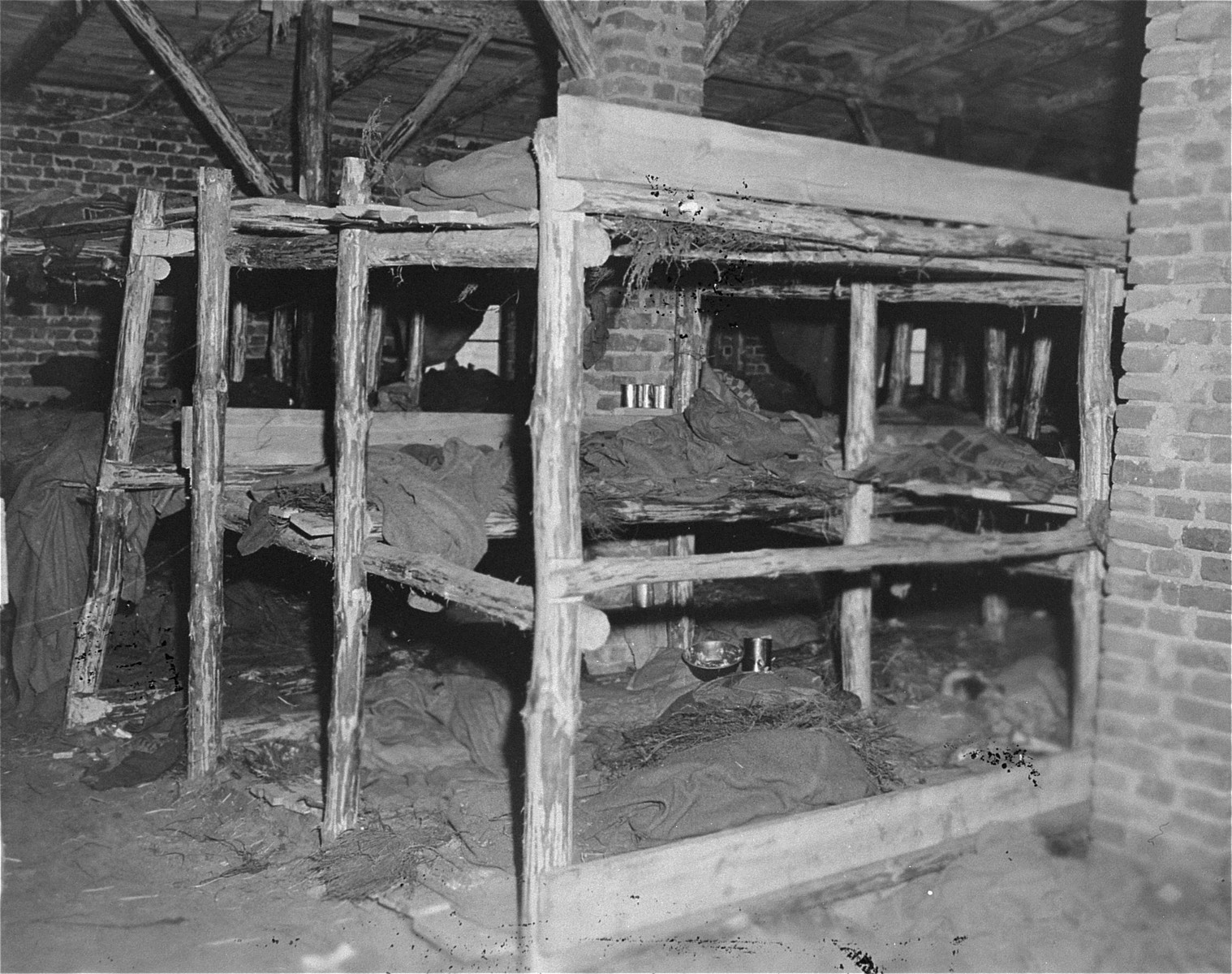
Die Häftlinge mussten in einfachen Holzkonstruktionen schlafen, oftmals zwei Gefangene in einem Bett; das Bild zeigt eine derartige Unterkunft im Außenlager Wöbbelin

Als Häftlingsblocks dienten Standard-SS-Holzbaracken. Sie hatten eine Größe von 50 × 8 Metern. Ab 1941 wurden sie mit dreistöckigen Bettkonstruktionen, Spinden, Tischen und Bänken ausgerüstet. Ein Block war für rund 300 Häftlinge vorgesehen. In den späteren Kriegsjahren waren jedoch oft bis zu 600 Häftlinge in ihnen untergebracht.
Die Holzbaracken stellten ein Provisorium dar und sollten durch Steinbauten ersetzt werden. Bei den beiden äußeren Häftlingsblöcken wurde dieser Plan 1943/1944 verwirklicht. In ihnen wurden rund 700 Häftlinge gefangen gehalten.
In den ersten beiden Jahren waren die Gebäude nur mit Handpumpen ausgestattet. Die sanitäre Situation blieb trotz der Einrichtung einer Kanalisation völlig unzureichend. Für hunderte Häftlinge existierten nur 20 Waschmöglichkeiten.

## Arbeitsbedingungen im Stammlager

### Lebensbedingungen
Die Kleidung bestand aus gestreiften Hosen, Jacken und Mützen, die ganzjährig bei allen Witterungsbedingungen getragen werden mussten. Es gab keine Schutzkleidung. Die Ernährung bestand aus Wasser, Malzkaffee, Brot, Brei und Suppe. Die Gefangenen mussten die Aufseher grüßen: Strammstehen, Mütze abnehmen. Das Leben war bedroht durch Prügel, harte Arbeit, Hunger, Krankheit, schlechte hygienische Bedingungen und Hinrichtungen.

### Arbeitseinsätze
Neben dem Ausbau des Lagers wurden die Häftlinge großen  Arbeitskommandos, ab 1942 zumeist für das Klinkerwerk oder für die Unternehmen Jastram-Werke, Messap und Walther zugeteilt. Durch Kapos wurden sie bei jedem Wetter zur Arbeit gezwungen, vielfach unter Anwendung von Prügel.
Das Baukommando musste für die Instandhaltung und den weiteren Ausbau des Konzentrationslagers sorgen.

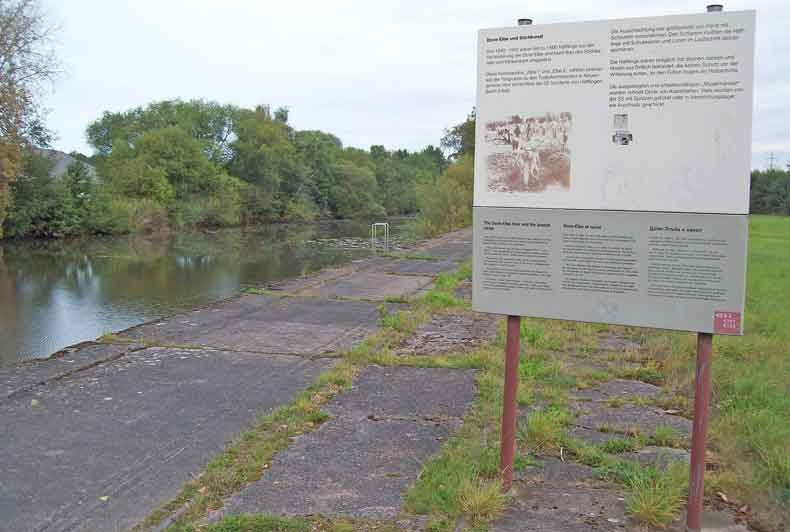
Der Stichkanal Dove Elbe an der KZ-Gedenkstätte Neuengamme in Hamburg-Bergedorf

Das „Kommando Elbe“ mit mehreren tausend Häftlingen grub einen Stichkanal in die Dove Elbe. Die Häftlinge mussten den Fluss außerdem verbreitern, um ihn bis zum KZ schiffbar zu machen. Auf dem aufgeschütteten Aushub befinden sich heute Gartengrundstücke. In den Tongruben im Lagerkomplex und in der Umgebung hatten die Häftlinge, neben dem Kommando Elbe, die geringste Lebenserwartung. Das Kommando Klinkerwerk bestand in der Anfangszeit des KZ Neuengamme aus Bautrupps, welche die Hallen und Produktionsanlagen errichten mussten. Für den späteren Betrieb der Anlagen wurden etwa 50 Häftlinge eingesetzt.
Mit der 1942 erfolgten Ansiedlung der Unternehmen Messap, Walther und Jastram kamen Häftlinge in Rüstungsbetrieben zum Einsatz.
In den Außenkommandos wurden Häftlinge in kleineren Betrieben, zur Unterstützung großer Baumaßnahmen und nach der Bombardierung Hamburgs zur Blindgänger- und Trümmerbeseitigung eingesetzt.

## Die Außenlager
Gegen Kriegsende im März 1945 waren nach dem letzten Bestandsbericht des Stammlagers in den Außenlagern des KZ Neuengamme dreimal so viele Gefangene inhaftiert wie in dem mit 14.000 Häftlingen völlig überbelegten Hauptlager. Die etwa 90 KZ-Außenlager erstreckten sich im Norden bis Ladelund an der Grenze zu Dänemark, im Osten bis Wittenberge, im Westen bis Meppen und im Süden bis Bad Sassendorf. Auch ein Außenlager auf der deutsch besetzten britischen Kanalinsel Alderney wurde dem KZ Neuengamme unterstellt.
Zum Hauptlager des KZ-Neuengamme gehörten die folgenden Außenlager innerhalb Hamburgs:

### Männerlager

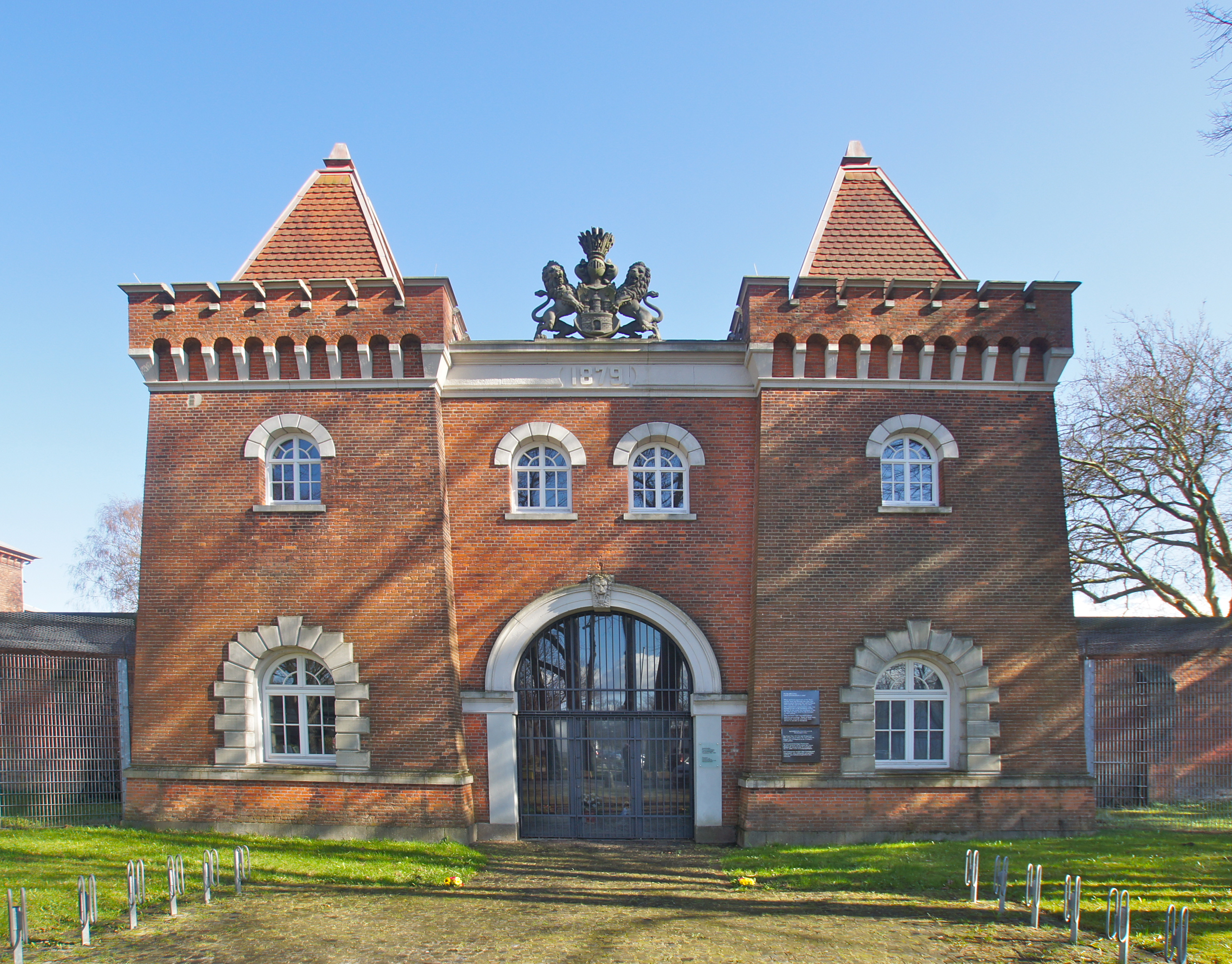
Altes Torhaus – heute Gedenkstätte KZ Fuhlsbüttel (KolaFu)

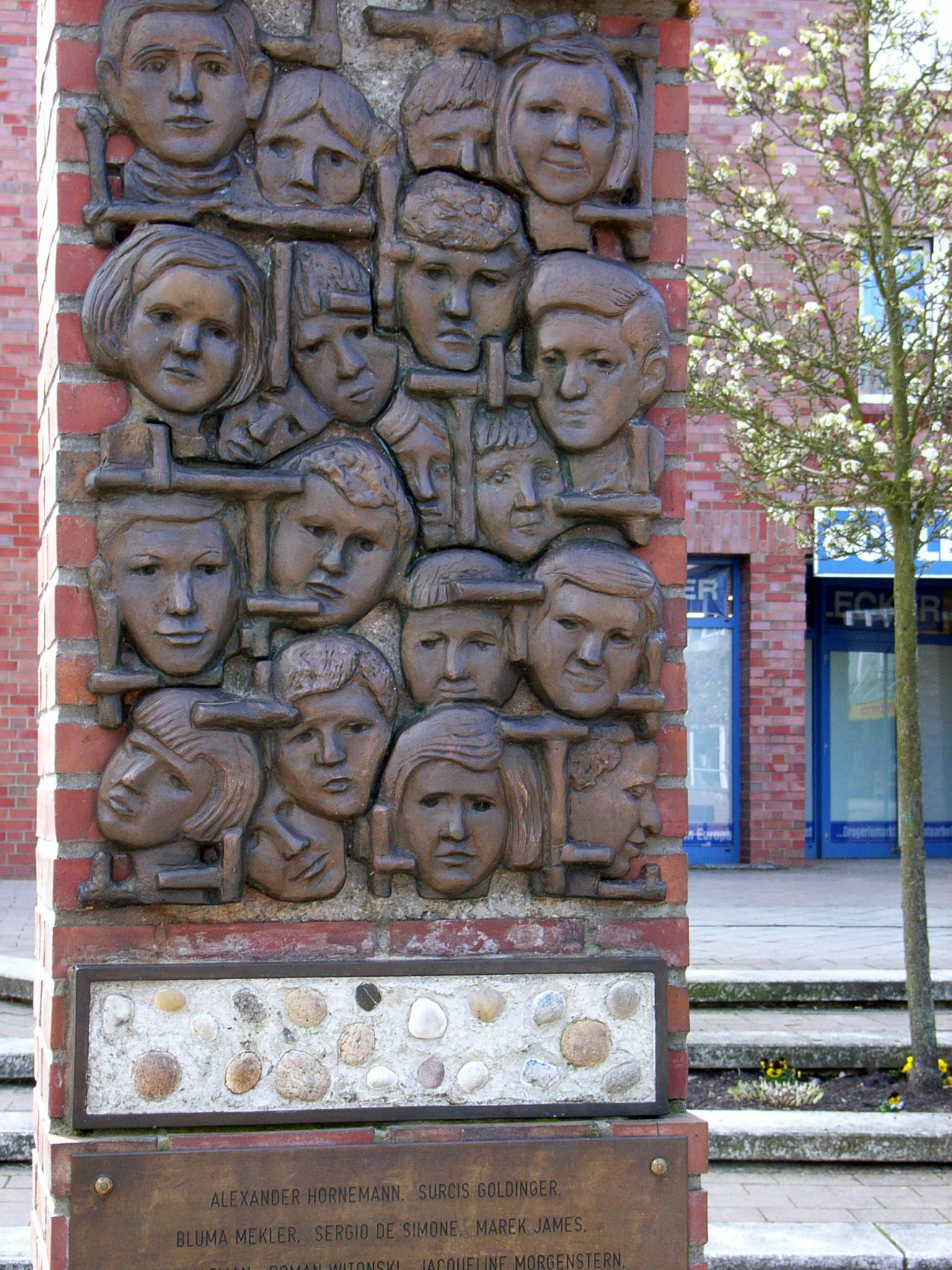
Mahnmal in Hamburg-Schnelsen für den Mord an 20 Kindern und 28 KZ-Häftlingen des Bullenhuser Damms

Hamburg-FinkenwerderIm Oktober 1944 wurden mehr als 600 Häftlinge aus der Sowjetunion, aus Polen, Belgien, Frankreich und Dänemark auf dem Gelände der Deutschen Werft in Hamburg-Finkenwerder untergebracht, wo sie im Schiffbau als Schweißer, Schlosser und Elektriker arbeiteten sowie Aufräumungsarbeiten auf dem Gelände verrichteten.
Hamburg-FuhlsbüttelVom 26. Oktober 1944 bis zum 15. Februar 1945 war in einem Gebäudeteil des Zuchthauses Fuhlsbüttel, in dem seit 1933 zehntausende Gegner des Naziregimes eingesperrt waren, das KZ-Außenlager Fuhlsbüttel für mehr als 1300 KZ-Häftlinge eingerichtet.
Hamburg-Hammerbrook (Spaldingstraße)Ab Oktober 1944 waren im Hinterhaus eines Bürokomplexes im KZ-Außenlager Hamburg-Hammerbrook in der Spaldingstraße 156/158 auf sieben Etagen etwa 2000 KZ-Häftlinge unterschiedlicher Nationalitäten untergebracht.
Hamburg-Hammerbrook (Bombensuchkommando)In einer Volksschule am Brackdamm in Hamburg-Hammerbrook waren ab Mitte 1944 etwa 35 KZ-Häftlinge untergebracht, deren Aufgabe es war, ohne jegliche Ausbildung Bombenblindgänger zu suchen und zu entschärfen.
Hamburg-Hammerbrook (II. SS-Baubrigade)Der Hauptstandort der II. SS-Baubrigade wurde nach den alliierten Bombardements am 7. August 1943 von Bremen nach Hamburg verlegt. Dort wurden KZ-Häftlinge zu Aufräumarbeiten, zum Bergen von Leichen und zum Beseitigen von Bomben in SS-Baubrigaden eingesetzt.
Hamburg-RothenburgsortZwischen November 1944 und dem 11. April 1945 bestand ein Außenlager am Bullenhuser Damm mit etwa 600 Häftlingen.
Hamburg-Steinwerder (Stülckenwerft)Im November 1944 wurde auf dem Gelände der Stülckenwerft ein Außenlager für 250 ungarische Juden errichtet. Als Kapos wurden Deutsche und Niederländer eingesetzt.
Hamburg-VeddelAb Juni 1944 wurden zunächst etwa 1500 weibliche und direkt anschließend ab September 1944 rund 2000 männliche Häftlinge in das KZ-Außenlager Dessauer Ufer gebracht. Sie mussten im Rahmen des Geilenberg-Programms zur Sicherung der zerstörten Mineralölindustrie Bau- und Aufräumungsarbeiten bei den Wasserwerken, Brauereien, Mineralölunternehmen und bei der Reichsbahn verrichten.
WittmoorVon April bis Oktober 1933 befand sich im Wittmoor, in der Nähe der damaligen Gemeinde Glashütte (seit 1970 Norderstedt), mit dem KZ Wittmoor das erste nationalsozialistische Konzentrationslager in Hamburg. Dorthin kamen bereits am 31. März 1933 die ersten 140 Häftlinge, die in dem mit Stacheldraht umzäunten Gebäude einer Torfverwertungsfabrik untergebracht wurden.

### Frauenlager

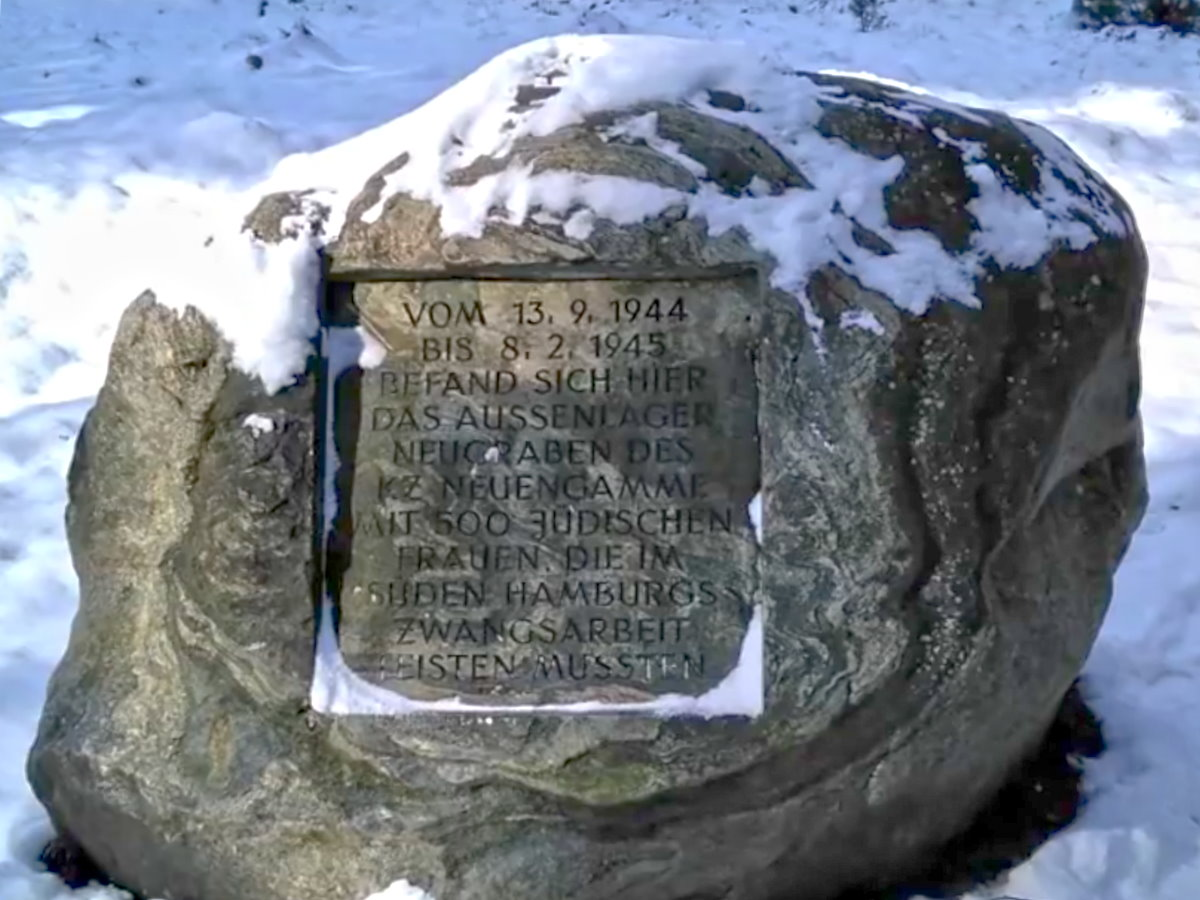
Gedenkstein Frauenaußenlager Neugraben

Hamburg-EidelstedtAm 27. September 1944 wurde am Friedrichshulder Weg in einem bestehenden Barackenlager das KZ-Außenlager Hamburg-Eidelstedt eingerichtet. Dort wurden 500 ungarische und tschechische Jüdinnen zu Aufräumungs- und Bauarbeiten in Hamburg im Auftrag der Stadt eingesetzt.
Hamburg-LangenhornMitte September 1944 erreichten etwa 500 überwiegend litauische sowie polnische, tschechische und ungarische Jüdinnen das am Ochsenzoll gelegene KZ-Außenlager Hamburg-Langenhorn. Es waren 250 von der SS als kriminell eingestufte Häftlinge sowie Sinti und Roma aus dem KZ Ravensbrück.
Hamburg-NeugrabenAm 13. September 1944 wurde am Falkenbergsweg in Hamburg-Hausbruch das KZ-Außenlager Neugraben mit 500 tschechischen Jüdinnen errichtet. Sie kamen aus dem Vernichtungslager KZ Auschwitz-Birkenau.
Hamburg-SaselAb dem 13. September 1944 waren im KZ-Außenlager Hamburg-Sasel an der Mellingburger Schleuse 500 überwiegend polnische Jüdinnen inhaftiert. Sie wurden über das KZ Auschwitz-Birkenau nach Hamburg deportiert und dort zunächst vier Wochen im KZ-Außenlager Dessauer Ufer (Veddel) gefangen gehalten und danach in Hamburg-Sasel untergebracht.
Hamburg-Steinwerder (Blohm & Voss)Am 9. Oktober 1944 wurde ein Außenlager für 600 Häftlinge auf dem Werftgelände von Blohm & Voss im Hamburger Hafen errichtet. Sie wurden im U-Boot-Bau eingesetzt.
Hamburg-TiefstackAm 8. Februar 1945 wurden etwa 500 tschechische Jüdinnen aus dem Außenlager Hamburg-Neugraben auf dem Gelände der Diago Werke, in der Andreas-Meyer-Straße in Hamburg-Tiefstack, in einem Barackenlager untergebracht.
Hamburg-VeddelMitte Juli 1944 wurde das erste Frauenaußenlager des KZ Neuengamme in einem Speicher am Dessauer Ufer im Hamburger Hafen errichtet. Die ersten 1000 ungarischen und tschechischen Jüdinnen waren Anfang Juli 1944 im KZ Auschwitz-Birkenau für einen Arbeitseinsatz in Hamburg ausgewählt worden. 500 weitere folgten bis zur Verlegung im September 1944 in das Außenlager Sasel.
Hamburg-WandsbekMit einem Transport aus dem KZ Ravensbrück kamen im Juni 1944 knapp 500 Frauen zur Zwangsarbeit in den Hamburger Werken der Lübecker Drägerwerke in das KZ-Außenlager Hamburg-Wandsbek.

## Medizinische Versuche
Im KZ Neuengamme führte SS-Arzt Kurt Heißmeyer Tuberkulose-Versuche an Häftlingen durch. In der Nacht vom 20. auf den 21. April 1945 – wenige Tage vor dem Kriegsende – wurden im Keller der Schule am Bullenhuser Damm in Hamburg-Rothenburgsort, einem seit Oktober 1944 als KZ-Außenlager genutzten Gebäude, 20 jüdische Kinder ermordet. Die Kinder im Alter von fünf bis zwölf Jahren, je zur Hälfte Jungen und Mädchen, waren im November 1944 aus dem KZ Auschwitz ins KZ Neuengamme gebracht worden, angefordert von dem SS-Arzt Kurt Heißmeyer. Die Kinder wurden, nachdem Heißmeyer bereits Menschenversuche an sowjetischen Kriegsgefangenen vorgenommen hatte, mit Tuberkulose infiziert. Es wurden ihnen dann zur Entwicklung eines Impfstoffes Gewebeproben entnommen. Um die Zeugen dieses Verbrechens zu beseitigen, wurde von SS-Obergruppenführer Oswald Pohl aus Berlin befohlen, die Abteilung Heißmeyer „aufzulösen“. Im Keller der Schule wurde den Kindern durch den Lagerarzt Alfred Trzebinski Morphin gespritzt. Um mögliche Beweise für die Testung von Tuberkulose an den Kindern zu vernichten, wurden die Kinder unter der Mittäterschaft von Arnold Strippels und Johann Frahms in einer Schule nahe dem Konzentrationslager Neuengamme erhängt und anschließend verbrannt. Mit den Kindern wurden ihre vier Betreuer und etwa 24 sowjetische Kriegsgefangene umgebracht. Durch diese Tat sollte jeder Beweis für die Menschenversuche vor den bereits anrückenden britischen Truppen vertuscht werden.

## Lagerpersonal
| Lagerkommandant       | Rang                   | Zeitraum                  |
| --------------------- | ---------------------- | ------------------------- |
| Walter Eisfeld        | SS-Sturmbannführer     | Februar 1940 – März 1940  |
| Martin Gottfried Weiß | SS-Obersturmbannführer | April 1940 – August 1942  |
| Max Pauly             | SS-Standartenführer    | September 1942 – Mai 1945 |

| Schutzhaftlagerführer | Rang                | Zeitraum                    |
| --------------------- | ------------------- | --------------------------- |
| Wilhelm Schitli       | SS-Hauptsturmführer | April 1940 – September 1942 |
| Albert Lütkemeyer     | SS-Hauptsturmführer | Oktober 1942 – März 1944    |
| Anton Thumann         | SS-Obersturmführer  | April 1944 – Mai 1945       |

Nach der Errichtung des KZ Neuengamme zu einem eigenständigen Konzentrationslager unterstand die Verwaltung dem Lagerkommandanten.
Die Verwaltung gliederte sich in die Bereiche:
- Lagerkommandantur
- Politische Abteilung (Lager-Gestapo)
- Schutzhaftlager
- Arbeitseinsatz
- Standortverwaltung
- Sanitätswesen
- Wachmannschaften
- Schulung

Die drei Lagerkommandanten, die das Lager bis zum Kriegsende hatte, unterstanden wiederum der Inspektion der Konzentrationslager, die ihren Sitz in Oranienburg hatte. Sie gehörten den Totenkopfverbänden an.
Nach den Richtlinien von Theodor Eicke war eine brutale Behandlung der Häftlinge durch das Wachpersonal erwünscht und wurde belohnt. Neben einem Stacheldrahtzaun, der nachts unter Strom gesetzt wurde, gab es das SS-Wachpersonal, das Fluchtversuche mit der Schusswaffe verhinderte. Die drei bis vier Wachkompanien wurden später in den Neuengammer Außenlagern durch anderes Wachpersonal wie Angehörige des Zolls und der Wehrmacht ersetzt. Die bekanntesten Angehörigen der Waffen-SS im Lager waren Richard Baer, SS-Sturmbannführer, und der Arzt Hans Klein, SS-Obersturmführer.

## Opfer

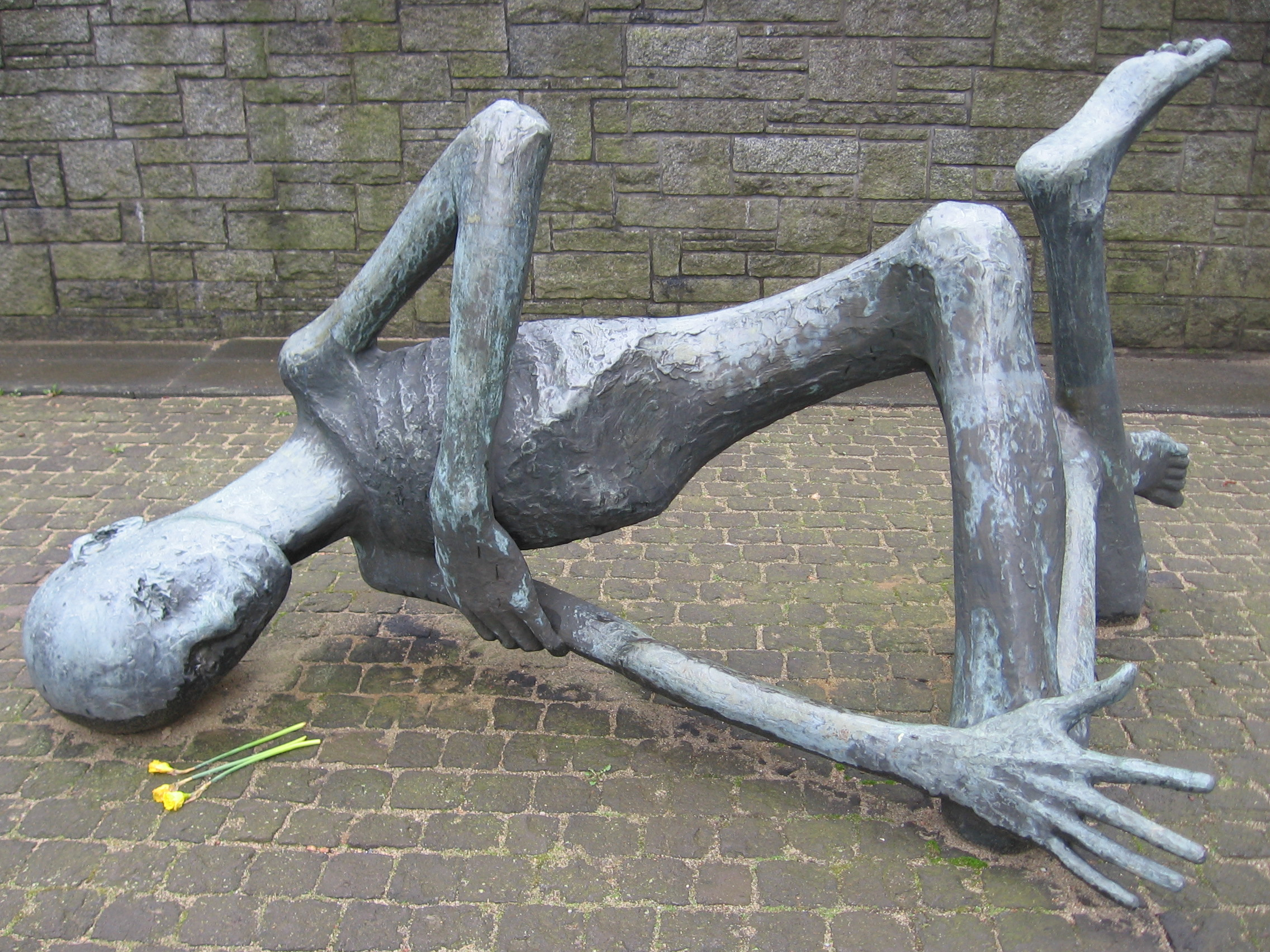
Skulptur „Der sterbende Häftling“ von Françoise Salmon in der KZ-Gedenkstätte Neuengamme

Die Gedenkstätte kann heute 20.400 Menschen mit Namen angeben, die im Stammlager und den Außenlagern vor der Räumung starben. Geschätzt wird, dass es rund 26.800 Opfer gegeben hat. Bei der Räumung fielen viele Häftlinge den Umständen der Kriegswirren zum Opfer. Es wird in diesem Falle von rund 17.000 Toten ausgegangen. Aus diesen gesicherten Zahlen lässt sich mit Bestimmtheit ableiten, dass 42.900 Häftlinge Neuengamme nicht überlebten.
Damit war das Konzentrationslager Neuengamme das tödlichste Arbeitslager.

### Bekannte Häftlinge
→ siehe Kategorie:Häftling im KZ Neuengamme

### Im KZ Neuengamme hingerichtete Widerstandskämpfer
→ Siehe: Verbrechen der Endphase im KZ Neuengamme

### Datenbank der Häftlinge und Bewachungsmannschaften
Der Sozialdemokrat Hans Schwarz war seit 1938 im Konzentrationslager Dachau und von Ende Oktober 1944 bis zur Befreiung am 3. Mai 1945 im Konzentrationslager Neuengamme inhaftiert. Er legte Karteien von ehemaligen Häftlingen und SS-Mannschaften an (Hans-Schwarz-Archiv). Das Archiv wurde von seiner Partnerin Gertrud Meyer fortgeführt und an die Forschungsstelle für Zeitgeschichte in Hamburg und von dort an das Dokumentenhaus des Konzentrationslagers Neuengamme mit seinem Gedenkstättenarchiv weitergegeben.
Von den etwa 100.000 Häftlingen sind jetzt 44.000 namentlich bekannt. Fast fünfzig Prozent der Anfragen von Angehörigen können so geklärt werden.
Nach der Befreiung wurde im ehemaligen Konzentrationslager Neuengamme durch die britische Besatzung das Internierungslager „Civil Internment Camp No. 6“ eingerichtet. Von den etwa 7000 Inhaftierten sind 3800 Personen in der Datenbank dokumentiert.
Von den 2600 ehemaligen SS-Mannschaften des Konzentrationslagers Neuengamme mit den Außenlagern befinden sich in der Datenbank 1000 Namen.

## Evakuierung und Räumung des Lagers

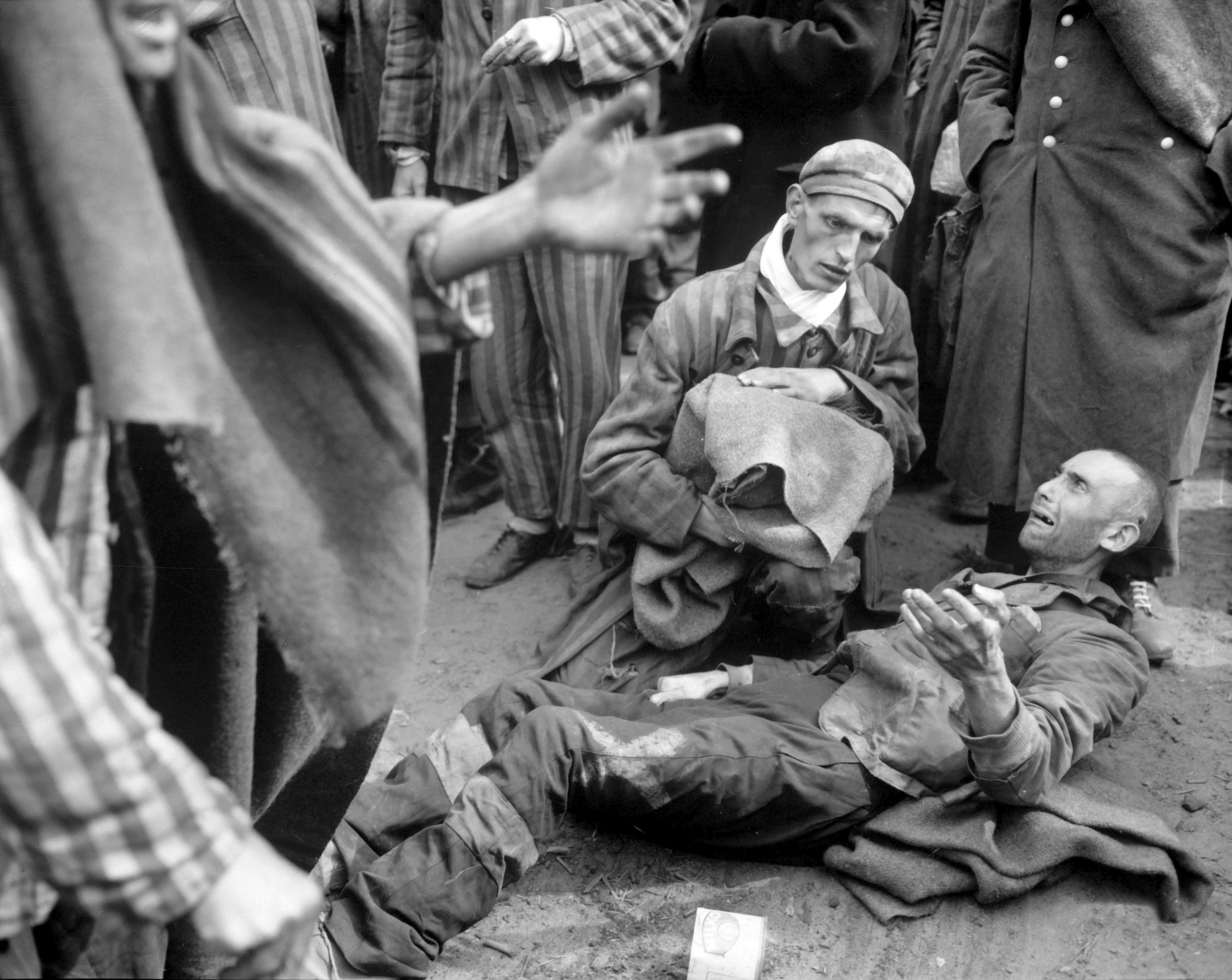
Nach Wöbbelin evakuierte Häftlinge nach ihrer Befreiung durch die US-Army am 5. April 1945

Gegen Ende des Krieges begann die SS, die frontnahen Lager zu räumen. Ab Mitte 1944 wurden Häftlinge und Produktionsanlagen ins Reichsinnere verlagert.
Die Räumung des Lagerkomplexes Neuengamme begann am 24. März 1945 mit der Räumung der Außenlager im Emsland. Anfang April wurden nacheinander die Außenlager im Weserbergland, in Wilhelmshaven, Hannover, Braunschweig, Salzgitter und am 10. April 1945 schließlich in Bremen aufgelöst.
Die Räumungstransporte mit der Eisenbahn dauerten wegen Kriegseinwirkungen bis zu einer Woche, teilweise wurden die Häftlinge ohne angemessene Versorgung in tagelangen Fußmärschen weitergetrieben. Viele dieser Todesmärsche hatten zunächst das Stammlager zum Ziel. Die noch als "marschierfähig" eingestuften Häftlinge aus dem KZ-Außenlager der Akkumulatorenwerke in Hannover-Stöcken wurden auf einem Todesmarsch zu Fuß ins KZ Bergen-Belsen getrieben. Die übrigen mehrere Hundert Häftlinge wurden in einem Transportzug bis in die Altmark nach Mieste verschleppt, viele von ihnen kurz darauf beim Massaker in der Isenschnibber Feldscheune in Gardelegen ermordet.
9000 transportunfähige und kranke Häftlinge aus Neuengamme wurden im Kriegsgefangenenlager Sandbostel mit Flecktyphus und Ruhr zurückgelassen, 5000 Häftlinge wurden nach Wöbbelin abgeschoben und 8000 meist weibliche jüdische Häftlinge kamen nach Bergen-Belsen. Da alle Auffanglager überfüllt waren, befanden sich zuletzt noch rund 14.000 Häftlinge im Stammlager.

### Räumung des Stammlagers
Nachdem die Evakuierung des KZ Neuengamme bereits im Gange war, wurden auf Befehl des Höheren SS- und Polizeiführers Georg-Henning Graf von Bassewitz-Behr 58 männliche und 13 weibliche Widerstandskämpfer aus dem Polizeigefängnis Fuhlsbüttel zur Exekution in das KZ Neuengamme gebracht. Unter Teilnahme von Thumann wurden diese vom 21. bis zum 23. April 1945 im Arrestbunker erhängt. Nachdem sich einige der Todgeweihten zur Wehr gesetzt hatten, warf Thumann eine Handgranate durch das Zellenfenster.
Die Kinder, mit denen der SS-Arzt Kurt Heißmeyer Tuberkulose-Versuche durchgeführt hatte, wurden zu ihrer Ermordung in die Schule am Bullenhuser Damm gebracht.
Die 700 letzten im Lager verbliebenen Häftlinge mussten die Spuren der Verbrechen im KZ Neuengamme beseitigen und verließen das Lager zwischen dem 30. April und 2. Mai 1945. Dieser „Evakuierungsmarsch“ unter der Leitung des Schutzhaftlagerführers Thumann und Rapportführer Wilhelm Dreimann hatte den Zielort Flensburg. Die alliierten Truppen fanden keinerlei Akten oder sonstige Spuren vor, die auf die Verwendung der Anlagen schließen ließen. Es wurde lediglich ein Häftling angetroffen, der sich vor der Evakuierung im Dorf versteckt hatte.

### Weiße Busse

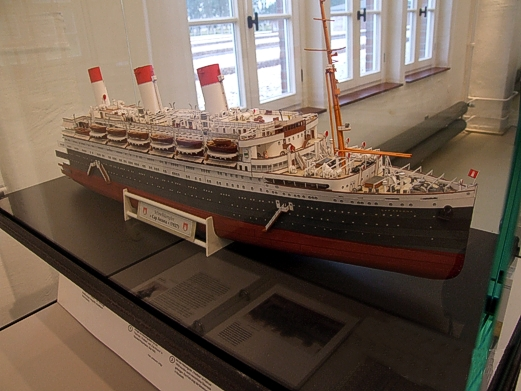
Modell des ehemaligen Luxusliners Cap Arcona

Der Vizepräsident des Schwedischen Roten Kreuzes, Graf Folke Bernadotte, hatte die Zustimmung des SS-Reichsführers ausgehandelt, alle skandinavischen Häftlinge aus deutschen Konzentrationslagern evakuieren zu dürfen. Die SS-Führung erhoffte sich durch ihre Zustimmung günstigere Ausgangsbedingungen bei Waffenstillstandsverhandlungen mit den West-Alliierten. Als Sammelpunkt für die skandinavischen Häftlinge wurde das Lager Neuengamme festgelegt. Als erstes wurden erkrankte Häftlinge evakuiert. Am 20. April 1945 konnten über 4000 skandinavische Häftlinge mit den Weißen Bussen das Lager Neuengamme verlassen und aus Deutschland evakuiert werden.

### Deportation auf KZ-Schiffe

#### LuxusdampferCap Arcona
Rund 10.000 Häftlinge, die zuletzt im Stammlager verblieben waren, sollten am 26. April 1945 auf Schiffe gebracht werden. Der Hamburger Gauleiter Karl Kaufmann beschlagnahmte dafür zwei Passagierschiffe, die „Deutschland“ und den Luxusliner „Cap Arcona“ sowie die beiden Frachter Thielbek und Athen. Mehr als 10.000 Häftlinge wurden auf die Schiffe verladen und in dessen Rümpfen gefangen gehalten. An Bord starben bald die ersten Häftlinge durch die katastrophalen Lebensbedingungen: Es gab weder Essen noch Trinkwasser oder Toiletten.
Am 3. Mai 1945 wurden die Arcona, die Thielbeck und die Athen durch einen britischen Luftangriff versenkt, basierend auf der falschen Information, die Schiffe seien mit SS-Soldaten und -Offizieren, die nach Norwegen flüchten wollten, besetzt. Rund 6400 der etwa 7000 Häftlinge verloren dabei ihr Leben.

#### DampfschiffeOlga SiemersundRheinfels
Die Dampfschiffe Olga Siemers und Rheinfels wurden im April 1945 zum Transport von KZ-Häftlingen aus dem KZ Neuengamme eingesetzt.

## Nach dem Kriegsende

### Internierungslager und Transitcamp

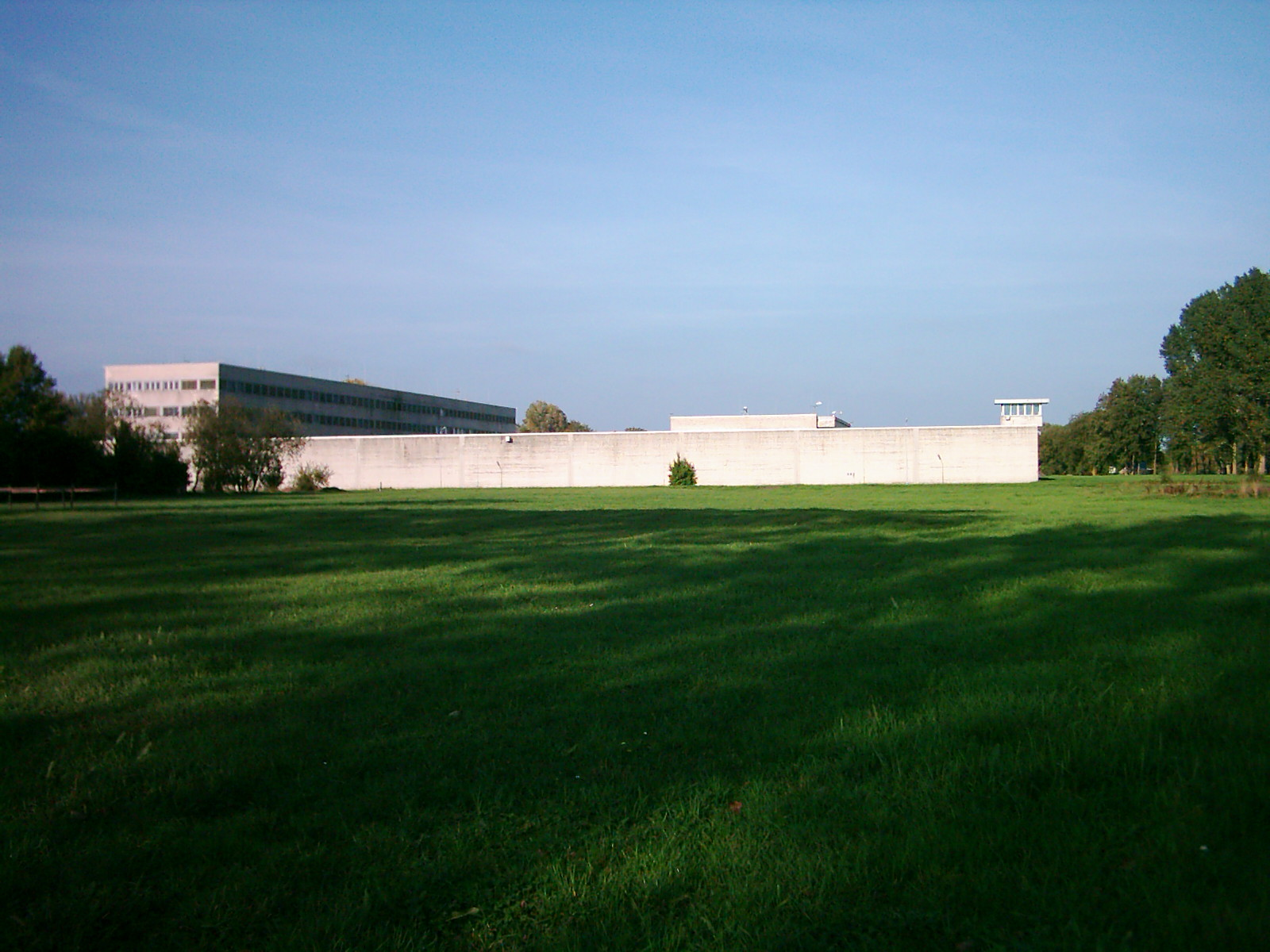
Die zweite ehemalige Justizvollzugsanstalt (JVA) Vierlande

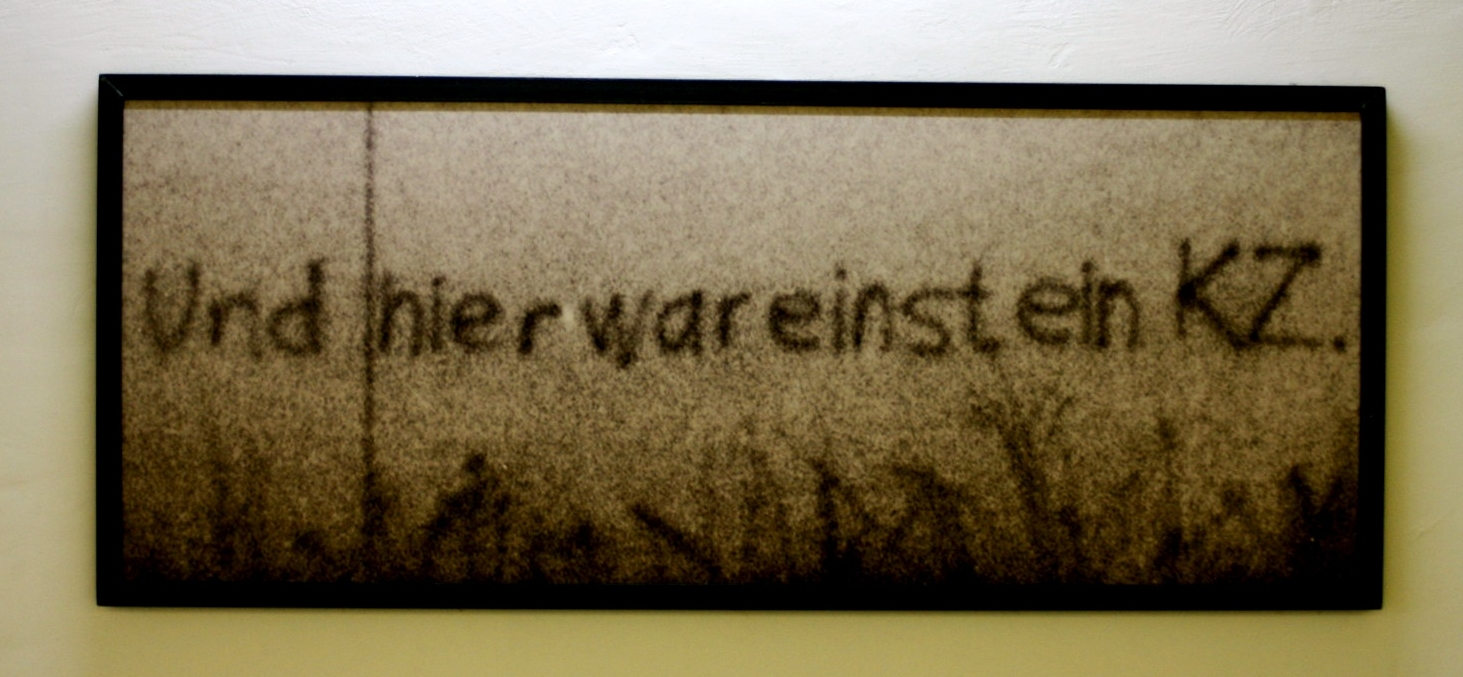
Im Zuge der Bestrebungen zur Schließung der JVA Vierlande wurde an die Mauer der Anstalt dieses Graffito angebracht. Das Foto befindet sich heute in der Dauerausstellung.

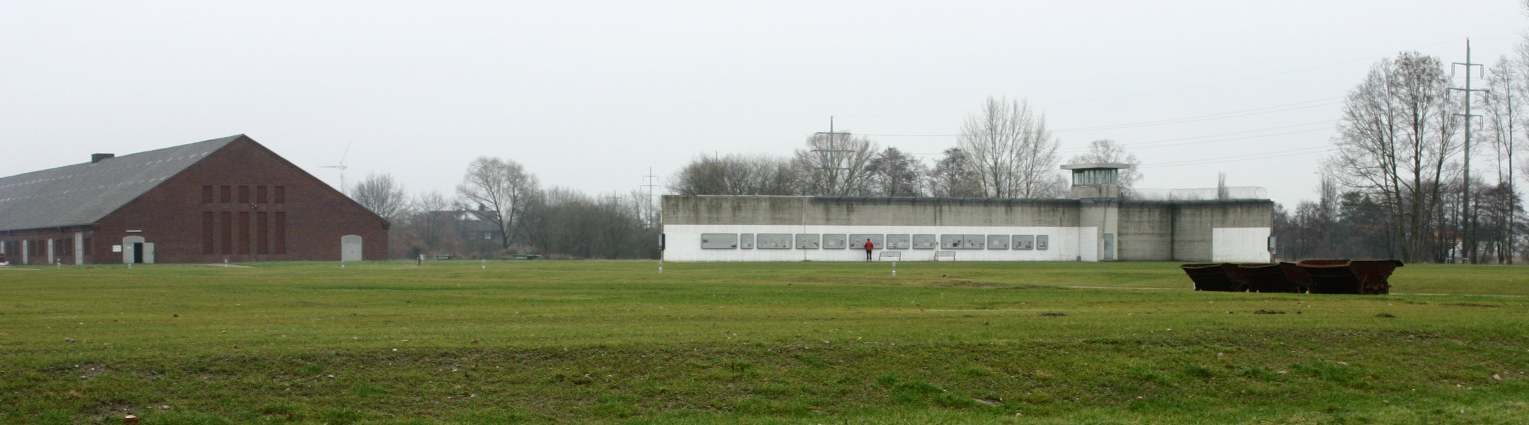
Neugestaltung auf dem ehemaligen Gelände der JVA Vierlande

Noch im Mai 1945 wurde das Lager vier Wochen lang für die Unterbringung von Displaced Persons, hauptsächlich sowjetische Zwangsarbeiter, genutzt und danach einen Monat lang als Kriegsgefangenenlager. Von Sommer 1945 bis August 1948 war es Internierungslager, in dem NS-Funktionäre, SS-Führer und belastete staatliche Funktionsträger festgehalten wurden; ab November 1945 unter der offiziellen Bezeichnung Civil Internment Camp No. 6 (CIC 6).
Ab Herbst 1946 befand sich neben dem Internierungslager ein Transitcamp für deutsche Familien, die aus asiatischen, afrikanischen und europäischen Ländern ausgewiesen worden waren.

### Displaced Persons Camp
Im Mai 1945 begann die britische Militärregierung mit der Einrichtung und Verwaltung des DP-Camps in Hamburg. Zuständig dafür war die Einheit „Displaced Persons Assembly Centre Staffs“ (DPACS). Diese wurde seitens der „United Nations Relief and Rehabilitation Administration“ (UNRRA) unterstützt.
Die Displaced Persons standen unter dem besonderen Status der britischen Militärregierung. Als solche galten die Menschen, die sich kriegsbedingt im Ausland befanden und für ihre Rückkehr auf Hilfe angewiesen waren. Dazu zählten etwa ehemalige Zwangsarbeiter, Zwangsarbeiterinnen und KZ-Häftlinge. Auf dem Gelände des ehemaligen Konzentrationslagers Neuengamme wurden ab dem 5. Mai 1945 mehrere Zehntausend sowjetische Zwangsarbeiter und Zwangsarbeiterinnen untergebracht. Ein anderer Teil des Geländes wurde für die Unterbringung deutscher Kriegsgefangene genutzt. Unter der besonderen Voraussetzung, dass die Sowjetunion schon im Jahr 1944 beschloss alle sowjetischen Bürger und Bürgerinnen wieder in das Land zurückzuholen, begann die Repatriierung bereits am 9. Mai, nur vier Tage nach Einrichtung des DP-Camps. Generell ist über die Situation der Unterbringung der DP’s in Neuengamme wenig bekannt, aus einem Kriegstagebuch der 53. (Welsh) Infantry Division wurden allerdings schlechte hygienische Umstände beschrieben, die offensichtlich noch aus der Zeit des Konzentrationslagers stammten und schwer zu bewältigen waren. Männer und Frauen wurden getrennt untergebracht, Zwangsarbeiterinnen fanden in den Unterkünften der ehemaligen SS-Wachmannschaften Platz. Nach Aussagen der Überlebenden zufolge war die Versorgung mit Nahrungsmitteln oder Kleidung schwierig, dennoch beschrieben alle, dass sie sich in den Camps gut aufgehoben fühlten und sich erholen konnten.
Um den Versorgungsschwierigkeiten aufgrund der hohen Anzahl an Überlebenden in den DP-Camps entgegenzuwirken, rief die britische Militärregierung am 27. Mai 1945 die Hamburger Bürger per Rundfunk dazu auf, Kleidung für Männer und Frauen bereitzustellen. Die Reaktionen waren allerdings ambivalent, einige äußerten sich sogar in Racheaktionen an den DP’s. Als Folge solcher Übergriffe, bei denen auch DP’s getötet wurden, verhängte die britische Militärregierung beispielsweise Ausgangsverbot für einige Tage.
Nach der Auflösung des DP-Camps des ehemaligen Konzentrationslagers Neuengamme Ende Mai 1945 wurde im Hamburger Park „Planten un Blomen“ das DP Assembly Centre „Zoo“ eingerichtet, um von nun an dort die Repatriierung in die Sowjetunion zu gewährleisten. Tatsächlich aber existierten in Hamburg im Jahr 1950 noch insgesamt sechs DP-Camps (Zoo, Funkturm, Radrennbahn, Alsterdorf, Fischbeck und Falkenberg) mit ca. 4.000 Menschen. Mit der Übernahme einer neuen Verwaltung durch die Hamburger Sozialbehörde galten diese DP’s nun vielmehr als „heimatlose Ausländer“.

### Nachkriegsprozesse
Vor britischen Militärgerichten mussten sich zwischen 1946 und 1948 über 120 Angehörige des Neuengammer Lagerpersonals verantworten. Der Neuengamme-Hauptprozess fand vom 18. März bis zum 13. Mai 1946 vor einem britischen Militärgericht im Hamburger Curiohaus im Rahmen der Curiohaus-Prozesse statt. Dabei standen 14 leitende SS-Offiziere und Aufseher des KZ Neuengamme unter Anklage. Elf Todesurteile wurden ausgesprochen, die am 8. Oktober 1946 im Zuchthaus Hameln durch Hängen vollstreckt wurden. Unter den Hingerichteten befanden sich Max Pauly und Anton Thumann. In sieben Folgeprozessen mussten sich an diesem Ort weitere 15 Angeklagte wegen ihrer Verbrechen im Hauptlager Neuengamme verantworten. Es kam zu zwölf Todesurteilen, von denen acht bestätigt und vollstreckt wurden (darunter Albert Lütkemeyer). Neben Alfred Trzebinski wurden in einem Folgeprozess im Juli 1946 weitere unmittelbar am Kindermord Beteiligte zum Tode verurteilt und im Oktober 1946 hingerichtet: Ewald Jauch und Johann Frahm. Bezüglich der Ermordung der 20 Kinder wurden SS-Arzt Kurt Heißmeyer und SS-Obersturmführer Arnold Strippel belastet, derer man aber noch nicht habhaft geworden war. Fast alle Prozesse, die wegen eines Verbrechens im KZ Fuhlsbüttel oder in einem der Außen- und Nebenlager durchgeführt wurden, fanden ebenfalls im Curiohaus statt.

### Justizvollzugsanstalten und Beginn der Erinnerungskultur

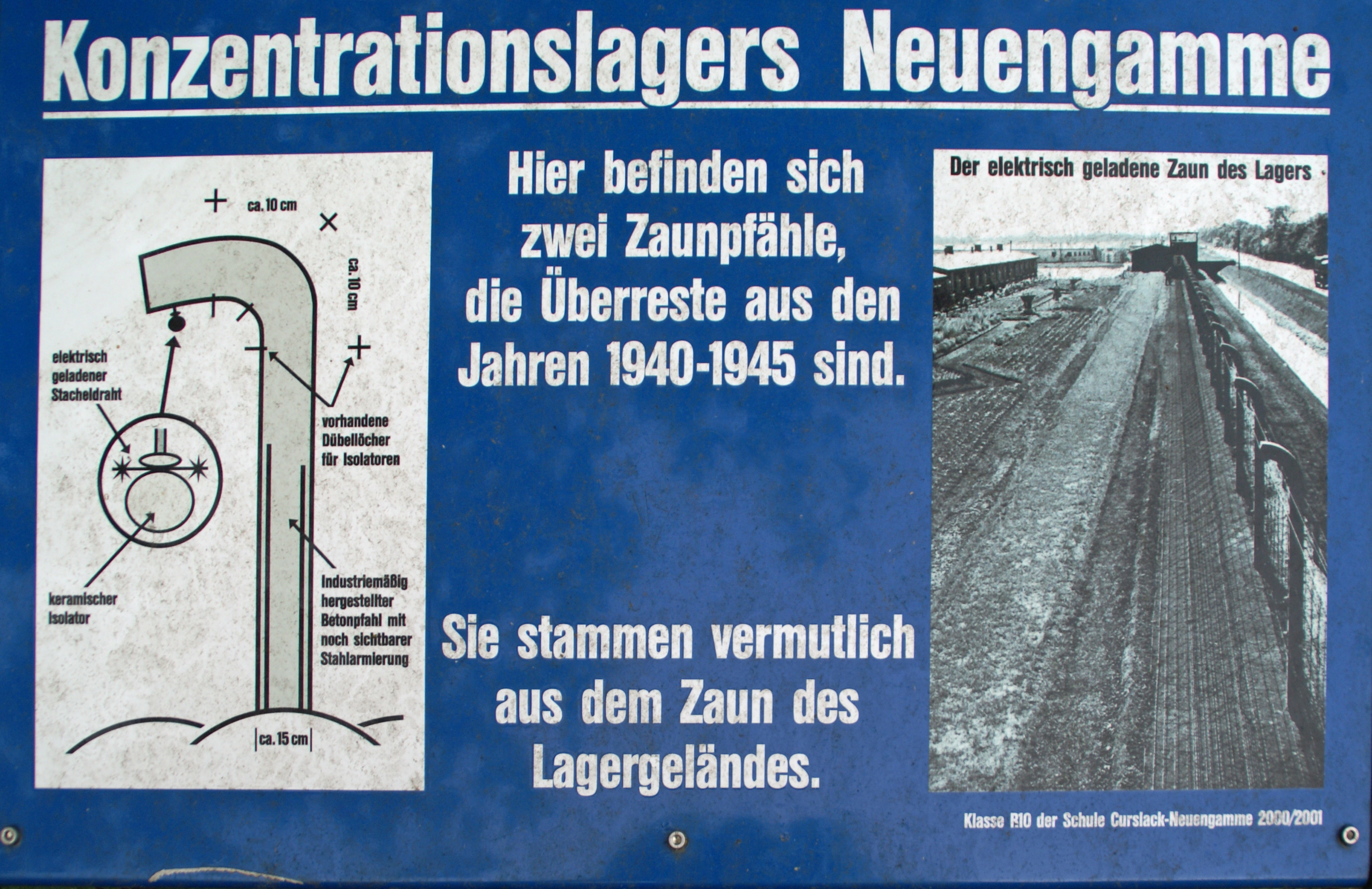
Infoschild über den Hochspannungszaun des KZ Neuengamme

Nachdem das Lagerareal 1948 wieder an die Stadt Hamburg übergegangen war, wurde dort zuerst im Klinkerwerk und dann im ehemaligen Häftlingslager im September 1948 ein Männergefängnis eingerichtet. Später wurden unter anderem die ehemaligen Lagerbaracken und weitere Gebäude des ehemaligen Konzentrationslagers nach und nach abgerissen und ein neuer Zellentrakt gebaut. Das Klinkerwerk wurde verpachtet.
Am 3. April 1954 entnahmen auf Initiative des Landesverbands Hamburg der VVN ehemalige Häftlinge bei einer Feierstunde neben dem Mahnmal Erde des ehemaligen KZ, füllten sie in eine Urne und überbrachten sie mit einer kleinen Delegation zur Befreiungsfeier der Häftlinge des ehemaligen KZ Buchenwald bei Weimar.
1953 wurde dieses Mahnmal als eine erste Gedenktafel von ehemaligen KZ-Insassen und 1965 eine offizielle Gedenktafel installiert. Anstelle der ehemaligen Gärtnerei wurden Äcker angelegt. Das Ziegelwerk wurde abgetragen und an seiner Stelle entstanden Wohnungen. 1970 wurde eine Jugendstrafanstalt auf dem Gebiet des ehemaligen Konzentrationslagers errichtet. Damit war ein Betreten des ehemaligen KZ-Areals nicht mehr möglich. Seit 1981 wurde an der Umwidmung des KZs in eine Dokumentations- und Gedenkstätte gearbeitet. Einen Anfang machte der Bau eines Dokumentationshauses, das auf dem Gelände der Lagergärtnerei entstand. Als Mitte der 1980er-Jahre die Stadt Hamburg den Abriss des Klinkerwerkes beschlossen hatte, organisierten sich massive Proteste. 1984 wurden die Reste der KZ-Gebäude unter Denkmalschutz gestellt. Im Jahr 2003 wurde die Justizvollzugsanstalt verlegt. Die sich auf dem Gelände der ehemaligen Tongruben befindende weitere Justizvollzugsanstalt Vierlande wurde im Februar 2006 nach Billwerder-Moorfleet verlegt.
Im Zuge der Neugestaltung des Geländes im Jahre 2005 wurden die Fundamente des Appellplatzes freigelegt. Es ist der einzige Bestandteil der Gedenkstätte, der rekonstruiert wurde. Die Schuttmassen des abgerissenen Gebäudes der Justizvollzugsanstalt wurden in Drahtkörben als Markierung für die Lage der KZ-Gebäude in die Gestaltung der Gedenkstätte einbezogen. Die beiden steinernen Unterkunftsblöcke wurden in ein Studienzentrum und ein Hauptmuseum umgebaut.

## KZ-Gedenkstätte Neuengamme
Seit 2005 besteht auf dem Gelände des KZs die KZ-Gedenkstätte Neuengamme als Ausstellungs-, Begegnungs- und Studienzentrum. Von 1948 bis 2006 wurden Gelände und Gebäude durch die Stadt Hamburg für den Strafvollzug mit zwei Gefängnissen genutzt. Am Rande entstand 1965 ein Internationales Mahnmal und 1981 ein Ausstellungsgebäude. Nach der Schließung der Gefängnisse 2003 und 2006 wurde die KZ-Gedenkstätte als Einrichtung der Kulturbehörde der Freien und Hansestadt Hamburg unter der Adresse Jean-Dolidier-Weg 75 in Neuengamme eröffnet, seit 2020 gehört die KZ-Gedenkstätte Neuengamme zur Stiftung Hamburger Gedenkstätten und Lernorte zur Erinnerung an die Opfer der NS-Verbrechen. Leiter ist Oliver von Wrochem. Angegliedert sind der Stiftung fünf weitere Gedenkstätten und Lernorte in verschiedenen Hamburger Stadtteilen, zumeist an Orten ehemaliger Außenstellen des KZs.
Die Gedenkstätte befindet sich auf dem 55 Hektar großen historischen Gelände und umfasst unter anderem eine Hauptausstellung in einem ehemaligen Häftlingsblock sowie ein Studienzentrum in den ehemaligen SS-Garagen, mehrere Gebäude, Gebäudereste, Fundamente und Rekonstruktionen ehemaliger Lagereinrichtungen, ehemalige Produktionsstätten, insbesondere das Klinkerwerk und die Walther-Werke, ein Hafenbecken und einen Stichkanal zur Doven Elbe, verschiedene Mahnmale und Denkmalgruppen sowie ein Haus des Gedenkens. Erschlossen wird das gut ein Kilometer lange und etwa 400 Meter tiefe Gelände durch ein Wegenetz, das in verschiedenen Rundwegen mit der Hilfe eines Audioguides oder einer App begangen werden kann.

## Fotodokumente
Fotos des Konzentrationslagers Neuengamme entstanden hauptsächlich im Auftrag der Lager-SS. Der Lagerfotograf Josef Schmitt übergab 1945 etwa hundert Fotografien an die Briten. Der KZ-Häftling Heinz Masset rettete weitere Fotografien aus dem KZ Neuengamme. Diese Fotografien befinden sich im Archiv der Gedenkstätte KZ Neuengamme.

## Strafverfahren
Die USA haben am 20. Februar 2021 den früheren KZ-Wächter Friedrich Karl Berger nach Deutschland ausgeliefert. Wie verlautet, wurde dafür eigens ein Ambulanz-Jet angemietet. Geplant war eine Befragung des Verdächtigen, obwohl die Staatsanwaltschaft das Verfahren im Dezember 2020 eingestellt hatte.

## Das Totenbuch von Neuengamme (1967)
1967 erschien das „Totenbuch Neuengamme“. Der KZ-Überlebende Franz Glienke hatte in 20 Jahren ehrenamtlicher Arbeit alle auffindbaren Namen von Toten des KZ Neuengamme zusammengetragen. Spenden von staatlichen und kirchlichen Stellen sowie von zahlreichen prominenten Künstlerinnen und Künstlern aus dem In- und
Ausland ermöglichten schließlich die Drucklegung des fast 600 Seiten starken Buches.